# John D'Aquino
John D'Aquino, nato John Aquino (Brooklyn, 14 aprile 1958), è un attore statunitense.

## Biografia
È nato il 14 aprile 1958 a Brooklyn. Ha fatto numerose apparizioni in serie televisive quali Baywatch, Matlock, Melrose Place, La signora in giallo, Seinfeld, I viaggiatori, Quantum Leap, Xena, Cold Case  e molti altri. Ha avuto inoltre importanti ruoli nelle serie 3rd Rock from the Sun, JAG - Avvocati in divisa e That's My Bush! di Comedy Central.
Tra il 2007 e il 2008 è stato protagonista nella serie Cory alla Casa Bianca nei panni del Presidente degli Stati Uniti Richard Martinez.
Successivamente, ha avuto una piccola parte nel 2011 nella serie A tutto ritmo nei panni del padre spagnolo di Dina, la fidanzata di Deuce.

## Filmografia parziale

### Cinema
- Pumpkinhead, regia di Stan Winston (1988)

### Televisione
- Ai confini dell'aldilà (Shades of L.A.) – serie TV, 20 episodi (1990-1991)
- La signora in giallo (Murder, She Wrote) – serie TV, episodio 9x08 (1992)
- SeaQuest - Odissea negli abissi (SeaQuest DSV) – serie TV, 24 episodi (1993-1995)
- Xena - Principessa guerriera (Xena) - serie TV, episodio 2x19 (1997)
- JAG - Avvocati in divisa (JAG) – serie TV, 11 episodi (2000-2005)
- Cory alla Casa Bianca (Cory in the House) – serie TV, 34 episodi (2007-2008)
- S.W.A.T. – serie TV, episodio 4x13 (2017)

## Doppiatori italiani
Nelle versioni in italiano delle opere in cui ha recitato, John D'Aquino è stato doppiato da:
- Fabrizio Pucci in Cory alla Casa Bianca, Major Crimes
- Angelo Maggi in Xena - Principessa guerriera
- Giorgio Locuratolo in Ai confini dell'aldilà
- Riccardo Rossi ne La signora in giallo
- Francesco Prando in Cold Case - Delitti irrisolti
- Enrico Di Troia in Detective Monk
- Giovanni Petrucci in K.C. Agente Segreto
- Stefano Thermes in The Mentalist